# Pallacanestro al IX Festival olimpico estivo della gioventù europea
Le competizioni di pallacanestro al IX Festival olimpico estivo della gioventù europea si sono svolte dal 21 al 29 luglio 2007 a Belgrado, in Serbia

## Podi

### Ragazzi
| Evento          | Oro      | Argento | Bronzo |
| Torneo maschile | Lituania | Spagna  | Serbia |